# Dendrobeania lichenoides
Dendrobeania lichenoides är en mossdjursart som först beskrevs av Robertson 1900.  Dendrobeania lichenoides ingår i släktet Dendrobeania och familjen Bugulidae. Inga underarter finns listade i Catalogue of Life.